# 101-й мотострелковый полк
101-й мотострелковый полк  (101 мсп) — тактическое формирование (воинская часть) Сухопутных войск СССР.

## История части

### Создание полка
101-й мотострелковый полк (101мсп) — воинская часть, сухопутных войск, Советской Армии, Вооружённых Сил СССР.
101-й мотострелковый полк сформирован в городе Выборг, Ленинградской области, в период с 24 октября 1963 года (г) по 10 ноября 1963 г., на основании Директивы Командующего Сухопутными войсками № ОШ 1/235666 от 15 октября 1963 г...
Основой формирования полка стала 45 гвардейская Красносельская ордена Ленина Краснознамённая дивизия имени А. А. Жданова.
С 20 ноября 1963 г. полк дислоцируется в г. Иолотань, Туркменской ССР, в составе 5 гв.мсд.

### 101-й полк в Афганской войне (1979—1989)
С конца декабря 1979 по январь 1989 года 101-й мотострелковый полк в составе 5-й гв.мсд — «выполнял боевые задачи по оказанию интернациональной помощи Правительству Демократической республики Афганистан». Зона ответственности — приграничная с Ираном провинция Герат.

Полк участвовал в различных по масштабу и целям войсковых операциях Афганской войны (1979—1989), в том числе совместных: с ВС, МГБ, МВД — ДРА.
- Сентябрь 1981 г. — боевые действия в горном массиве Луркох (Фарах).
- 18-26 августа 1986 г. — участие 101-го мсп в крупномасштабной общевойсковой операции «Западня»
- 4 февраля — 11 марта 1987 г. — Операция «Шквал»
- 24 мая — 1 августа 1987 г. — Операция «Юг» (провинция Кандагар):
  - 1-й этап — с 24 мая по 29 июня — ведение боевых действий в зелёной зоне Аргандаб и выставление постов безопасности севернее города;
  - 2-й этап — со 2 по 14 июля — рейд в Чагчаран, ведение боевых действий в уезде Доман, вывод батальона и выставление постов безопасности южнее города;
  - 3-й этап — с 24 июля по 1 августа — ведение боевых действий в уезде Панджвайи и выставление постов безопасности.
- Февраль — операция 1988 г. «Возмездие»[2]

### После вывода из Афганистана
- С 12 февраля 1989 г. 101-й мсп дислоцируется в г. Кушка Туркменской ССР.

- На основании Директивы Генерального штаба ВС СССР от 30.01.1989 г. № 314/3/0171 приказом Командующего К.ТуркВО от 2.02.1989 г. приказ № 05 101-й мотострелковый полк расформирован. Личный состав и материальная часть переданы в 373 гвардейский мотострелковый полк. Боевое знамя передано на хранение в штаб ТуркВО.

## Персоналии служившие в 101-м мотострелковом полку
- Актёр театра и кино, телеведущий Евгений Сидихин проходил военную службу по призыву в танковом батальоне 101-го мотострелкового полка. Принимал участие в боевых действиях. В 1985 г. уволился в запас.[3]
- Герой Российской Федерации Илья Касьянов. В период с 1984 по 1986 годы проходил службу в должности командира разведывательной роты 101-го мотострелкового полка. Представлялся к званию Герой Советского Союза.[4].
- Начальник штаба Внутренних войск МВД Российской Федерации, генерал-полковник Бунин Сергей. В период с августа 1984 по июнь 1986 годов капитан Бунин находился на должности начальника штаба танкового батальона.

## Герои Советского Союза
За мужество и героизм, проявленные при оказании интернациональной помощи республике Афганистан, Указами Президиума Верховного Совета СССР, удостоены воины-интернационалисты:
- Кучкин, Геннадий Павлович[5]., капитан, замполит 3-го мотострелкового батальона 101-го мсп — Герой Советского Союза
- Неверов, Владимир Лаврентьевич[6]., полковник, командир 101-го мсп — Герой Советского Союза.
- Пугачёв, Фёдор Иванович[7]., капитан, командир разведроты 101-го мсп — Герой Советского Союза.